# Municipio de San Felipe Teotlalcingo
El municipio de San Felipe Teotlalcingo es un municipio del estado mexicano de Puebla. Su cabecera es la localidad de San Felipe Teotlalcingo. El origen del nombre es náhuatl significando Teotl (Dios) Tlalli (suelo o tierra) y el diminutivo, Tzintli por lo que Teotlaltzinco Pequeño valle de los dioses.
Ubicado en la región central de Puebla, tiene vecindad con el municipio de San Salvador el Verde, Chiautzingo, San Martín Texmelucan y colinda con el Parque nacional Iztaccíhuatl-Popocatépetl.
El municipio es parte de la Zona Metropolitana de San Martín Texmelucan.

## Historia
Próximo al principal centro poblacional huejotzinca (Huejotzingo) Fue habitado inicialmente por poblados acolhuas y nahuas. Al poco tiempo se aliaron a los españoles, después de ser conquistada Tlaxcallan. Con el paso del tiempo fue habilitado como parte de las encomiendas más grandes (Huejotzingo). Durante la ocupación francesa muchos pobladores de la región se adhirieron a las tropas del General Ignacio Zaragoza. Fue escenario de combates semi-intensos entre Tropas Zapatistas y las fuerzas Federales durante la Revolución mexicana, siendo estas dirigidas por el General Marcelino Carabeo.
Hacia 1927 el Congreso Local del Estado, le otorgó el grado de Municipio Libre.
Tiene dos juntas auxiliares: San Matías Atzala y San Juan Tlale.